# Noise Passes, Silence Remains
Noise Passes, Silence Remains är postrock-/indie-bandet Final Days Societys debutalbum som släpptes i april 2008 genom skivbolaget Digital Revolt.

## Låtlista
1. "Dilaton" - 4:42
2. "Scalar Fields" - 8:02
3. "Violent Red" - 6:02
4. "Pain Passes, Beauty Remains" - 6:30
5. "Let's Go Again" - 6:29
6. "(the)fire" - 8:05
7. "Knife" - 4:39
8. "Adage" - 4:57
9. "Silence Is.." - 6:59